# Fabio Villegas Ramírez
Fabio Villegas Ramírez (Pereira, 7 de enero de 1955) es un político y economista colombiano. Ejerció como Ministro de Gobierno, gobernador de Risaralda y Vicepresidente Designado de Colombia. Además, fue el presidente de la aerolínea Avianca.

## Actividad pública
Hijo de Jaime Villegas Marulanda (1925-1999) y María Teresa Ramírez Villegas (1929-1988); egresado del Colegio Calasanz de Pereira, es economista de la Universidad Jorge Tadeo Lozano de Bogotá y especializado en el London School of Economics (Gran Bretaña). Hizo el paso de la izquierda radical de los años 70 al liberalismo. Fue profesor de Teoría Monetaria Avanzada y de la Maestría en Economía en la Universidad de los Andes, y de Macroeconomía II en la Universidad Libre de Colombia.
A la par con su paisano y copartidario César Gaviria Trujillo, desarrolló una carrera política que lo llevó a ejercer como gerente de las Empresas Públicas de Pereira, gerente de la Corporación Autónoma Regional de Risaralda, gobernador de Risaralda y viceministro de gobierno.
Al acceder Gaviria a la Presidencia de la República en 1990, lo designa como secretario general de la presidencia, en 1991 es nombrado Vicepresidente de Colombia de forma transicional para iniciar el traslado de funciones presidenciales que correspondían al designado, ya que la nueva constitución de Colombia reestableció la vicepresidencia. En 1993, el presidente César Gaviria Trujillo lo nombra ministro de gobierno, cargo que ostenta hasta 1994. Tras dejar las funciones de Ministro, el nuevo Presidente, Ernesto Samper, lo designa Embajador de Colombia ante la Organización de los Estados Americanos.
Dedicado posteriormente a la actividad privada, en las elecciones presidenciales de 2002 acepta participar como candidato a la Vicepresidencia de la República, en fórmula con la dirigente Noemí Sanín, pero finalizan en el quinto lugar. En 2003 asumió como director de la Asociación Nacional de Instituciones Financieras, cargo que dejó en 2005 para ejercer como Presidente de la aerolínea Avianca, participando en la reestructuración de esta compañía promovida por su propietario Germán Efromovich. Dejó el cargo en enero de 2016.